# الاعتلال العصبي البصري الإقفاري الخلفي
الاعتلال العصبي البصري الإقفاري الخلفي (بّي آي أو إن) هو حالة طبية مميزة بتلف في الجزء خلف البصلي من العصب البصري نتيجة التدفق الدموي غير الكافي (نقص التروية) الوارد إلى العصب البصري. على الرغم من استخدام مصطلح الخلفي في وصف هذا الاعتلال، يُطلق على بعض حالات هذا النوع من التلف الناجم عن نقص التدفق الدموي إلى العصب البصري للعين اسم الاعتلال الأمامي، إذ تنطوي هذه الحالة على وصف آلية محددة لفقدان البصر وليست مقتصرة على وصف موقع التلف في العصب البصري. في المقابل، يتميز الاعتلال العصبي البصري الأمامي لنقص التروية (إيه آي أو إن) عن الاعتلال العصبي البصري الخلفي بتطوره التلقائي واقتصاره على جانب واحد لدى الأفراد المصابين ذوي عوامل الخطر التشريحية أو القلبية الوعائية.

## العلامات والأعراض
يتسم الاعتلال العصبي البصري الإقفاري الخلفي بفقدان معتدل إلى شديد في البصر، إذ يتميز بعدم ترافقه مع ألم وبحدوثه المفاجئ. يمكن إصابة إحدى العينين أو كلتيهما بالاعتلال وعادة ما يؤدي إلى تدهور الرؤية اللونية.

### اختبار تنظير قاع العين
عند النظر إلى داخل عيني الفرد المصاب في وقت بدء الأعراض، لا يكشف تنظير قاع العين أي تغيرات مرئية في رأس العصب البصري. بعد بضعة أسابيع من الإصابة بنقص التروية، يتطور الضمور العصبي الناشئ من العصب البصري الخلفي التالف ليشمل رأس العصب البصري الأمامي. بعد أربعة إلى ثمانية أسابيع من بدء المرض، يمكن ملاحظة ضمور رأس العصب البصري عبر اختبار تنظير قاع العين.

### الحدقتان
تبدو الحدقتان متناظرتين عند إصابة كلا العينين بالاعتلال العصبي البصري الإقفاري الخلفي. مع ذلك، يؤدي عدم تطابق الإصابة في العينين، أي تعرض أحد العصبين البصرين في إحدى العينين لدرجة أكبر من التلف مقارنة بنظيره، إلى تطور علامة هامة معروفة باسم العجز الحدقي الوارد.
يؤدي اضطراب إدراك الضوء في إحدى العينين إلى حدوث منعكس تضيق الحدقة بشكل غير متناظر ما يسبب حالة معروفة باسم العجز الحدقي الوارد (إيه بّي دي).

### «بّي آي أو إن» الشرياني
يصيب «إيه - بّي آي أو إن» بشكل شائع النساء القوقازيات، مع متوسط عمر 73. يبدأ فقدان البصر بشكل أحادي الجانب، لكنه يترقى بسرعة عند غياب العلاج ليشمل العينين على حد سواء. عادة ما يصاب المريض بدرجة شديدة من فقدان البصر، إذ يتراوح من القدرة على عد الأصابع إلى انعدام الإدراك البصري. تشمل الأعراض المرافقة آلام الفك المتفاقمة خلال المضغ، وحساسية فروة الرأس، وآلام الكتف والورك، والصداع والإنهاك. 

### «بّي آي أو إن» المتطور في الفترة المحيطة بالجراحة
عادة ما يبدأ فقدان البصر في التطور بعد الاستيقاظ من التخدير العام. تشمل العلامات التي يمكن ملاحظتها كلًا من زمن الجراحة الطويل والتورم الوجهي. يحدث فقدان البصر في العادة بشكل شديد وثنائي الجانب، إذ يتراوح من القدرة على عد الأصابع إلى انعدام الإدراك الضوئي.